# セバスティアン・シマンスキ
セバスティアン・シマンスキ（ポーランド語: Sebastian Szymański、1999年5月10日 - ）は、ポーランド・ビアワ・ポドラスカ出身のサッカー選手。スュペル・リグ・フェネルバフチェ所属。ポーランド代表。ポジションはMF。

## 経歴

### クラブ
レギア・ワルシャワの下部組織出身でセカンドチーム、トップチームに昇格。
2019年5月31日にロシア・プレミアリーグのディナモ・モスクワに5年契約で完全移籍。同年10月にはクラブのサポーター選出の月間最優秀選手に選ばれた。11月9日のルビン・カザン戦で移籍後初得点を決めて1-0の勝利、アウェーでのルビン・カザン戦では13年ぶりの勝利となった。2021年6月2日に新たに5年契約を締結した。
2022年7月22日、フェイエノールトへの期限付き移籍が発表された。
2023年7月12日、フェネルバフチェに4年契約で移籍した。

### 代表
2018年5月に2018 FIFAワールドカップの代表候補メンバー35人のうちの一人に入ったものの、同大会のメンバーに選出される事はなかった。
A代表初出場は2019年9月9日のUEFA EURO 2020予選・グループGのオーストリア代表戦でカミル・グロシツキに代わって70分に投入された。10月10日の同予選・ラトビア代表戦では初めてスターティングメンバーに選出され、1アシストを記録して勝利に貢献、ポーランド代表はこの試合で本戦進出を決めた。11月19日の同予選・スロベニア代表戦で代表初得点を記録した。UEFA EURO 2020の登録リスト30人にも入ったものの、最終メンバーの26人からは落選し衝撃を呼んだ。なお落選した彼とカミル・グロシツキ、ロベルト・グムニー、ラファウ・アウグスティニアクはリザーブメンバーになった。

## 代表歴

### 出場大会
- ポーランド代表
  - 2022 FIFAワールドカップ

### 試合数
- 国際Aマッチ 30試合 2得点（2019年-）[13]

| ポーランド代表 | 国際Aマッチ | 国際Aマッチ |
| 年             | 出場        | 得点        |
| -------------- | ----------- | ----------- |
| 2019           | 5           | 1           |
| 2020           | 5           | 0           |
| 2021           | 1           | 0           |
| 2022           | 9           | 0           |
| 2023           | 10          | 1           |
| 2024           |             |             |
| 通算           | 30          | 2           |

## タイトル
レギア・ワルシャワ
- エクストラクラサ: 2016-17, 2017-18
- ポーランド・カップ: 2017-18

フェイエノールト
- エールディヴィジ: 2022-23